# Taylor Landing Park
Taylor Landing Park är en park i Kanada.   Den ligger i provinsen British Columbia, i den centrala delen av landet, 3 300 km väster om huvudstaden Ottawa. Taylor Landing Park ligger 399 meter över havet.
Terrängen runt Taylor Landing Park är kuperad västerut, men österut är den platt. Taylor Landing Park ligger nere i en dal som går i öst-västlig riktning. Närmaste större samhälle är Fort St. John, 17,9 km nordväst om Taylor Landing Park. 
Omgivningarna runt Taylor Landing Park är en mosaik av jordbruksmark och naturlig växtlighet. Trakten runt Taylor Landing Park är nära nog obefolkad, med mindre än två invånare per kvadratkilometer.